# Hypotrachyna radiculata
Hypotrachyna radiculata är en lavart som först beskrevs av Syo Kurokawa och som fick sitt nu gällande namn av John Alan Elix. 
Hypotrachyna radiculata ingår i släktet Hypotrachyna och familjen Parmeliaceae. Inga underarter finns listade i Catalogue of Life.